# Lijst van voetbalinterlands Tsjecho-Slowakije - Zweden
Deze lijst van voetbalinterlands is een overzicht van alle officiële voetbalwedstrijden tussen de nationale teams van Tsjecho-Slowakije en Zweden. De landen hebben zestien keer tegen elkaar gespeeld. De eerste ontmoeting was een vriendschappelijke wedstrijd in Praag op 13 november 1921. Het laatste duel, een kwalificatiewedstrijd voor het Wereldkampioenschap voetbal 1986, vond plaats op 16 oktober 1985 in de Tsjecho-Slowaakse hoofdstad.

## Wedstrijden
| №  | Plaats     | Datum             | Competitie           | Wedstrijd                  | Uitslag |
| -- | ---------- | ----------------- | -------------------- | -------------------------- | ------- |
| 1  | Praag      | 13 november 1921  | Vriendschappelijk    | Tsjecho-Slowakije − Zweden | 2 − 2   |
| 2  | Stockholm  | 13 augustus 1922  | Vriendschappelijk    | Zweden − Tsjecho-Slowakije | 0 − 2   |
| 3  | Stockholm  | 13 juni 1926      | Vriendschappelijk    | Zweden − Tsjecho-Slowakije | 2 − 2   |
| 4  | Praag      | 3 juli 1926       | Vriendschappelijk    | Tsjecho-Slowakije − Zweden | 4 − 2   |
| 5  | Stockholm  | 7 augustus 1938   | Vriendschappelijk    | Zweden − Tsjecho-Slowakije | 2 − 6   |
| 6  | Praag      | 26 maart 1961     | Vriendschappelijk    | Tsjecho-Slowakije − Zweden | 2 − 1   |
| 7  | Göteborg   | 7 april 1962      | Vriendschappelijk    | Zweden − Tsjecho-Slowakije | 3 − 1   |
| 8  | Göteborg   | 14 mei 1972       | Vriendschappelijk    | Zweden − Tsjecho-Slowakije | 1 − 2   |
| 9  | Bratislava | 13 oktober 1974   | Vriendschappelijk    | Tsjecho-Slowakije − Zweden | 4 − 0   |
| 10 | Stockholm  | 21 mei 1978       | Vriendschappelijk    | Zweden − Tsjecho-Slowakije | 0 − 0   |
| 11 | Solna      | 4 oktober 1978    | EK 1980 kwalificatie | Zweden − Tsjecho-Slowakije | 1 − 3   |
| 12 | Praag      | 10 oktober 1979   | EK 1980 kwalificatie | Tsjecho-Slowakije − Zweden | 4 − 1   |
| 13 | Bratislava | 6 oktober 1982    | EK 1984 kwalificatie | Tsjecho-Slowakije − Zweden | 2 − 2   |
| 14 | Solna      | 21 september 1983 | EK 1984 kwalificatie | Zweden − Tsjecho-Slowakije | 1 − 0   |
| 15 | Solna      | 5 juni 1985       | WK 1986 kwalificatie | Zweden − Tsjecho-Slowakije | 2 − 0   |
| 16 | Praag      | 16 oktober 1985   | WK 1986 kwalificatie | Tsjecho-Slowakije − Zweden | 2 − 1   |

## Samenvatting
| Competitie        | Totaal gespeeld | Winst Tsjecho-Slowakije | Gelijk | Winst Zweden | Doelsaldo Tsjecho-Slowakije – Zweden |
| ----------------- | --------------- | ----------------------- | ------ | ------------ | ------------------------------------ |
| WK-kwalificatie   | 2               | 1                       | 0      | 1            | 2 − 3                                |
| EK-kwalificatie   | 4               | 2                       | 1      | 1            | 9 − 5                                |
| Vriendschappelijk | 10              | 6                       | 3      | 1            | 25 − 13                              |
| Totaal            | 16              | 9                       | 4      | 3            | 36 − 21                              |